# Eusiphona mira
Eusiphona mira är en tvåvingeart som beskrevs av Daniel William Coquillett 1897. Eusiphona mira ingår i släktet Eusiphona och familjen sprickflugor. Inga underarter finns listade i Catalogue of Life.